# Betreibungsferien
Betreibungsferien ist ein Zeitraum, in dem in der Schweiz keine Betreibungshandlungen vorgenommen werden dürfen.
Die Betreibungsferien dauern von 7 Tage vor bis 7 Tage nach Ostern und Weihnachten sowie vom 15. Juli bis 31. Juli. Läuft eine Frist während der Betreibungsferien ab, so verlängert sich die Frist bis zum 3. Werktag nach Ende der Betreibungsferien.
Im Arrestverfahren, bei unaufschiebbaren Massnahmen zur Erhaltung von Vermögensgegenständen und in der Wechselbetreibung gibt es keine Betreibungsferien. Eine während der Betreibungsferien vorgenommene Betreibungshandlung ist weder nichtig noch anfechtbar, vielmehr entfaltet sie ihre Rechtswirkung erst nach den Betreibungsferien.